# María Teresa Toral
María Teresa Toral Peñaranda (Madrid, 1911 - Madrid, 1994) fue una química, farmacéutica y artista grabadora española.

## Biografía
Nació en Madrid en el seno de una familia numerosa y acomodada. Se inició en estudios de música y arte por tradición familiar, pero pronto sorprendió a todos interesándose por la Ciencia. Su ilusión era estudiar Química, siguiendo el ejemplo de Marie Curie, a quien admiraba. Estudió Ciencias Químicas y Farmacia en la Universidad Central de Madrid, donde se licenció en 1933 con premio extraordinario.
Fue ayudante de clases prácticas de Enrique Moles y con él se trasladó a la Sección de Química-física del Instituto Nacional de Física y Química. Juntos realizaron una intensa labor de investigación sobre la determinación de los pesos atómicos de los elementos químicos. El equipo de Moles, conocido como “Escuela de Madrid”, era considerado internacionalmente como el mejor laboratorio para la determinación fisicoquímica de pesos moleculares y atómicos.
María Teresa era la investigadora del equipo que más publicaba en lo que hoy llamamos revistas de impacto y ella misma construía sus sofisticados equipos de vidrio, gracias a lo cual podía proporcionar valores de los pesos atómicos con una precisión muy elevada, exigida por el desarrollo de la Física y la Química a nivel atómico. Sus trabajos le permitieron recibir una pensión de la Junta de Ampliación de Estudios (JAE) para estudiar en el Reino Unido, pero no pudo disfrutarla por el estallido de la guerra civil , en la que se posicionó como otros investigadores del Instituto, a favor del gobierno republicano. Después del conflicto fue condenada a doce años de prisión por la dictadura franquista, acusada de participar en la fabricación de armamento para el ejército republicano, aunque no cumplió la pena íntegramente. Ingresó el 13 de junio de 1939 en la cárcel de Ventas donde permaneció tres años, tras salir abrió una farmacia en Madrid. Volvió a la cárcel el 1 de diciembre de 1945. Su segundo proceso, en el que le pedían pena de muerte, tuvo gran resonancia y el Comité Internacional de Mujeres Antifascistas solicitó personarse en el juicio. A la vista oral asistió Irene Joliot-Curie, Premio Nobel de Química, lo que muestra el reconocimiento científico que había logrado Toral, a la que llamaban la Lise Meitner española.
En 1956 se exilió en México, donde fue profesora de Química y Bioquímica en la Universidad Nacional Autónoma de México y el Instituto Politécnico Nacional. También trabajó como traductora de textos científicos.
En 1960 empezó a formarse en la técnica del grabado. Sus conocimientos químicos favorecieron la elección del grabado como su medio de expresión plástica. Algunas de sus series de grabados se inspiran en la poesía de autores como León Felipe, Miguel Hernández, Antonio Machado, Federico García Lorca y Pablo Neruda. Proyectó en sus creaciones su fuerte compromiso político y social. En 1975 se expuso por primera vez su obra en Madrid, pero ella no estuvo presente. volvió en 1978 para una segunda exposición.
Retornó a España en 1994, unos meses antes de su muerte.
En 2013 la Cárcel de Segovia, convertida en Centro de Creación, realizó una exposición de su obra.

## Aportes científicos
- M.ª Teresa Toral. "Curva de presiones de vapor del nitrobenceno", Anales de la Sociedad Española de Física y Química XXXI: 735 (1933).

- M.ª Teresa Toral. "Obtención del exaclorodisilano", Anales de la Sociedad Española de Física y Química XXXIII: 225-8 (1935).

- M.ª Teresa Toral. "Acta de la sesión del 1 de marzo de 1935, presidida por D.A. del Campo", Anales de la Sociedad Española de Física y Química XXXIII: 157 y 159.

- Enrique Moles y M.ª Teresa Toral. "Las relaciones molares... Nueva relación de los pesos atómicos del carbono y el nitrógeno", Anales de la Sociedad Española de Física y Química XXXV: 43 (1937).

- M.E. Moles, M.ª T. Toral & M.A. Escribano. "La densité limite du gaz SiO2.Poids atomique du sufre", Comptes rendues 206: 1726 (1938).